# Свети Схинон
Свети Схинон је хришћански светитељ и мученик. Због своје хришћанске вере је посечен мачем.
Српска православна црква слави га 23. децембра по црквеном, а 5. јануара по грегоријанском календару.